# Посёлок имени Гагарина
Посёлок имени Гагарина — посёлок в Сурском районе Ульяновской области, входит в состав Сарского сельского поселения.

## География
Находится на расстоянии примерно 16 километров по прямой на северо-восток от районного центра — посёлка Сурское.

## История
До революции на месте посёлка была деревня Грязная. В 1913 году существовал посёлок при бумажной фабрике графа Рибопьера с 220 жителями.

## Население
Население составляло 6 человек в 2002 году (русские 66 %), 0 по переписи 2010 года.